# George Bogle (diplomat)

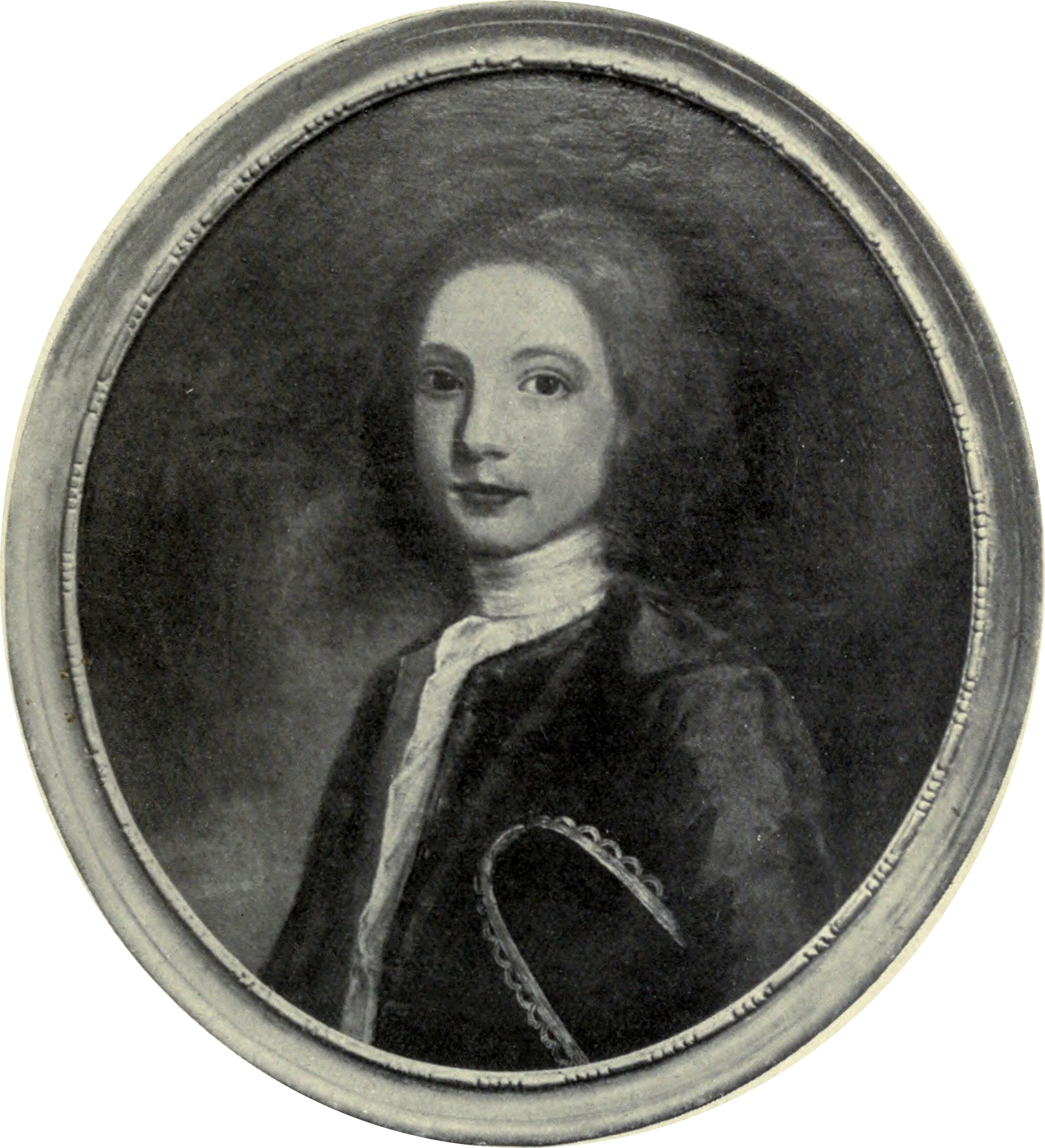
Portretul lui George Bogle de la sfârșitul adolescenței

George Bogle (n. 26 noiembrie 1746, Glasgow, Regatul Marii Britanii – d. 3 aprilie 1781, Calcutta, Dominația Companiei britanice a Indiilor Orientale în India⁠(d)) a fost un diplomat și aventurier scoțian, cunoscut ca fiind prima persoană care a reușit să stabilească relații diplomatice cu Tibetul și a încercat să obțină recunoașterea ca ambasador de către împărații chinezi din dinastia Qing. Misiunea lui este încă menționată astăzi ca un punct de referință în dezbaterile dintre China și activiștii pentru independența Tibetului.

## Familie
George Bogle a fost cel de-al treilea fiu al unui negustor bogat din Glasgow, George Bogle of Daldowie, care s-a îmbogățit din comercializarea tutunului, și al lui Anne Sinclair, o femeie nobilă descendentă directă a regilor Iacob I și Iacob al II-lea ai Scoției. Tatăl lui avea relații extinse în cadrul elitei guvernamentale, comerciale și funciare a Scoției, precum și relații comerciale în tot Imperiul Britanic.
Clasa socială căreia îi aparținea era în secolul al XVIII-lea avea un rol cheie în statul britanic. Loialitatea lor politică era răsplătită adesea prin patronajul oferit de liderii politici ai vremii. Vicontele Henry Dundas a oferit tinerilor proveniți din elita economică o serie de oportunități în India. Acest lucru a avut un impact semnificativ și de durată asupra carierei lui George Bogle.

## Educația și începutul carierei
S-a născut în 1746 la reședința familială din Daldowie, pe malul drept al râului Clyde, ca cel mai tânăr din cei șapte copii supraviețuitori a familiei și cel mai tânăr dintre cei trei frați. Fratele său mai mare, John Bogle, a avut ulterior o plantație în Virginia. Celălalt frate, Robert, după eșecul unei afaceri la Londra (compania importatoare Bogle and Scott), a înființat o plantație de bumbac în Grenada. Amândoi frații au fost implicați în comerțul cu sclavi. Cele patru surori s-au căsătorit cu descendenți ai unor familii de moșieri, comercianți și avocați. Mama lui a murit când el avea treisprezece ani. În anul următor el s-a înscris la Universitatea din Edinburgh, unde a studiat logica. Și-a completat educația, pe când avea 18 ani, la academia privată din Enfield, în apropiere de Londra. După aceasta, a călătorit timp de șase luni în Franța. Fratele lui, Robert, l-a angajat apoi ca funcționar în biroul companiei Bogle and Scott de la Londra, unde a lucrat patru ani pe post de casier.

## India
Folosindu-se de relațiile sale de familie, a obținut un post de funcționar în cadrul Companiei Britanice a Indiilor de Est (EIC). El a ajuns la Calcutta, centrul puterii britanice din India, în 1770, la apogeul Foametei din Bengal. Scrisorile lungi pe care le-a trimis acasă, precum și însemnările din jurnal, îl arată a fi fost un om plin de viață, voios și receptiv. Comentariile colegilor săi și a altor persoane îl prezintă ca un camarad agreabil, vesel, chiar dacă uneori dezordonat. Aceste calități l-au influențat, fără îndoială, pe Warren Hastings, guvernatorul general al EIC, atunci când l-a numit secretarul său particular. În scrisorile lui el arăta că era conștient de suspiciunile de corupție ce planau asupra șefului său – Hastings va fi acuzat curând de corupție – și că acesta era determinat să facă avere prin orice mijloace.

## Trimis în Bhutan și Tibet

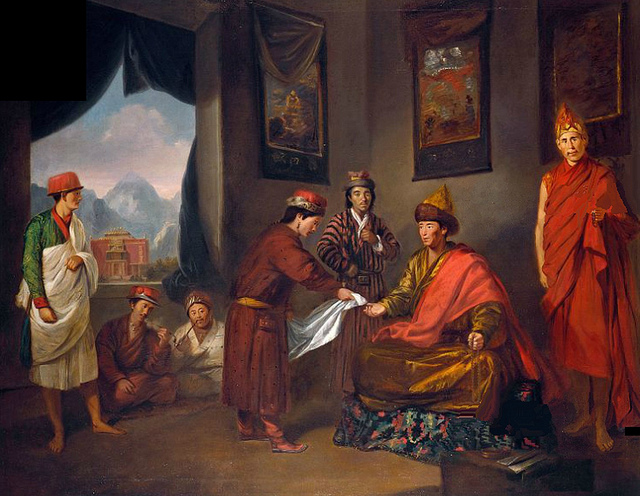
Cel de-al șaselea Panchen Lama îl primește pe George Bogle la Tashilhunpo, pictură în ulei de Tilly Kettle, c. 1775

În 1773 Hastings a răspuns unei cereri de ajutor din partea rajahului statului princiar Cooch Behar, aflat la nord de Bengal, al cărui teritoriu fusese invadat în anul anterior de Zhidar, conducătorul (Druk Desi) Bhutanului. Hastings a fost de acord să-l ajute, cu condiția ca statul Cooch Behar să recunoască suzeranitatea britanică. Rajahul a acceptat și cu ajutorul trupelor britanice i-au alungat pe bhutanezi din Duars în 1773.
Zhidar, Druk Desi-ul Bhutanului, s-a întors în țară, unde a trebuit să facă față unui război civil. Rivalul lui, Jigme Senge, regent al Shabdrung-ului (echivalentul bhutanez al lui Dalai Lama), ce avea atunci vârsta de 7 ani, a sprijinit nemulțumirile populației. Zhidar era nepopular din cauza faptului că a impus o taxă pe clacă (el a căutat să reconstruiască un important dzong într-un singur an, un obiectiv nerezonabil), precum și pentru realizarea unor negocieri cu împărații manciurieni care amenințau independența Bhutanului. În urma războiului civil, Zhidar a fost răsturnat de la putere și forțat să fugă în Tibet, unde a fost întemnițat, și un nou Druk Desi, Kunga Rinchen, a fost instalat în locul lui. Între timp, cel de-al șaselea Panchen Lama, care îl întemnițase pe Zhidar, a intervenit în numele statului bhutanez, cu o scrisoare către Hastings, în care îl implora să înceteze ostilitățile, oferindu-i prietenia. Hastings a văzut oportunitatea de a stabili relații atât cu bhutanezii, cât și cu tibetanii și a scris o scrisoare către Panchen Lama în care îi propunea „un tratat general de prietenie și comerț între Tibet și Bengal”.
Hastings l-a trimis imediat pe Bogle într-o misiune diplomatică și de informare, pentru „a cartografia teritoriul necunoscut dincolo de frontierele nordice ale Bengalului”, cu scopul de a inaugura un traseu comercial către Tibet și, eventual, de a stabili relații comerciale secrete cu dinastia Qing care controla cu strictețe comerțul exterior de la Canton (acum Guangzhou) prin intermediul sistemului Canton.

Hastings i-a transmis lui Bogle la 18 mai 1774 următoarele instrucțiuni:
„Doresc să te îndrepți către Lhasa ... Scopul misiunii tale este deschiderea unei căi comerciale mutuale și echilibrate între locuitorii Bhutanului [Tibetului] și Bengal. Vei lua cu tine mostre dintr-un grup de astfel de articole de comerț care pot fi trimise din această țară ... și te vei informa cu vrednicie cu privire la manufacturi, producție, bunuri introduse prin schimburile cu alte țări care ar putea fi achiziționate din Bhutan ... Alte obiecte ale investigației tale vor fi urmatoarele: natura drumurilor între frontiera Bengalului și Lhasa și țările vecine, administrația lor, veniturile și obiceiurile ... Perioada șederii tale este lăsată la aprecierea ta.”
Expediția lui Bogle a pornit în același an și a fost formată din el însuși, un chirurg militar pe nume Alexander Hamilton, Purangir Gosain (un agent al celui de-al șaselea Panchen Lama, conducătorul efectiv al Tibetului), precum și o suită de servitori. În ciuda avertismentelor formulate de guvernul chinez și de Panchen Lama că nu i se permite să intre în Tibet, el s-a folosit de recenta instabilitate politică din Bhutan și de tensiunile între Panchen Lama și regentul celui de-al șaptelea Dalai Lama pentru a ajunge în Tibet, unde a fost adus în fața lui Panchen Lama la reședința sa din Shigatse. Bogle i-a făcut o impresie favorabilă celui de-al șaselea Panchen Lama și a petrecut perioada de iarnă de șase luni în palatele lui, învățând tot ce a putut despre politica și cultura tibetană. Bogle a fost impresionat de această experiență, notând în jurnalul lui: „Când mă uit la timpul pe care l-am petrecut între Dealuri îmi apare ca un vis de basm”. Este posibil ca publicarea relatării călătoriei sale să fie cea care a contribuit la identificarea Tibetului cu miticul Shangri-la. Bogle l-a ajutat pe Panchen Lama să elaboreze celebra lucrare Geografia Indiei.
Întorcându-se în India, Bogle a îndeplinit rugămintea lui Panchen Lama de a înființa un templu pe malul Gangelui, nu departe de sediul central al Companiei Indiilor de Est, unde călugării budiști se puteau întoarce la rădăcinile lor spirituale din India.
Deși scopul final de a stabili o rută comercială către China nu a fost realizat, s-a închegat o relație de lungă durată între britanici și tibetanii. Misiunea în Tibet a fost considerată un succes și a fost celebrată printr-un tablou în care Bogle (îmbrăcat în veșminte tibetane) se prezintă lui Panchen Lama. Acest tablou, realizat în 1775 de Tilly Kettle, un pictor britanic care lucra la Calcutta, a fost dăruit de Hastings regelui George al III-lea și se află acum în Colecția Regală.

## Încercarea stabilirii unor relații cu China
Speranțele pentru pătrunderea în China s-au bazat pe utilizarea lui Panchen Lama ca intermediar în relația cu împăratul Qianlong din dinastia manciuriană Qing, un conducător abil, dar distant, care-i considera pe toți ca supuși ai lui. În 1780 Palden Yeshe a vizitat Beijingul unde a fost foarte aproape să obțină un pașaport pentru Bogle. Împăratul Qianlong i-a dăruit o urnă de aur care să fie folosită în scop ceremonial, iar bunăvoința părea să sugereze că va fi emis un pașaport. Cu toate acestea, Panchen Lama s-a îmbolnăvit de variolă și a murit în același an. Abia în anul 1793, un trimis britanic, lordul Macartney, a fost primit de împăratul Qianlong, care s-a comportat foarte distant față de el.

## Moartea
Bogle a murit, probabil, de holeră în 3 aprilie 1781 și a fost îngropat în cimitirul de pe strada South Park din Calcutta. El nu a fost niciodată căsătorit, dar a lăsat în urmă un fiu, George, și două fiice, Martha și Mary. Potrivit informațiilor obținute de familie, mama fetelor era tibetană. Cele două fete au fost aduse la Daldowie de familia lui Bogle și s-au căsătorit în cele din urmă cu scoțieni.

## Ecourile misiunii lui Bogle
Jurnalul și notele de călătorie ale lui Bogle au fost găsite în arhivele familiei sale din Ayrshire și publicate de Sir Clements Markham în 1876 sub titlul Narratives of the mission of George Bogle to Tibet, and of the journey of Thomas Manning to Lhasa. Această ediție a reprezentat un impuls parțial pentru călătoriile în Tibet ale lui Sarat Chandra Das. Das a tradus și publicat o parte a biografiei tibetane a celui de-al șaselea Panchen Lama, inclusiv descrierea prieteniei sale cu Bogle. Unii critici au susținut că scrierile lui Bogle și Das au reprezentat sursa principală de inspirație a romanului Kim (1901) al lui Rudyard Kipling, teorie susținută de folosirea de către Kipling a titlului „Teshoo Lama” (un titlu alternativ al lui Panchen Lama folosit de Bogle și de alte surse britanice ale vremii).
Misiunea lui Bogle are ecouri și în prezent. Guvernul chinez a folosit-o pe site-urile oficiale pentru a sugera că Marea Britanie a recunoscut o lungă perioadă suveranitatea Chinei asupra Tibetului. Chinezii prezintă vizita în China a lui Panchen Lama, ca una de recunoaștere a suzeranității împăratului Qianlong. Tibetanii sugerează însă că a fost o întâlnire între un discipol (împăratul) și un maestru venerat (Lama).
Potrivit revistei Asia Times, căutarea în 1995 a celui de-al 11-lea Panchen Lama a culminat cu proclamarea de către Beijing și Dalai Lama a unor copii rivali, Gyaincain Norbu și respectiv Gedhun Choekyi Nyima, iar oficialii chinezi au folosit urna împăratului Qianlong ca un simbol al legitimării și suzeranității.

## Legături externe
- http://www.rc.umd.edu/praxis/containment/teltscher/teltscher.html Arhivat în 1 martie 2019, la Wayback Machine. in which Kate Teltscher entertainingly analyses Bogle’s letters.
- http://atimes.com/atimes/China/HH19Ad02.html Arhivat în 2 ianuarie 2013, la Archive.is Asia Times review of Teltscher’s book.
- http://gdl.cdlr.strath.ac.uk/stecit/stecit14009.htm Brief entry about George Bogle's father (George Bogle of Daldowie), în Curiosities of Glasgow citizenship, an ebook available via the Glasgow Digital Library